# Rovátka
Rovátka (sedlo Prielom) (2290,4 m)

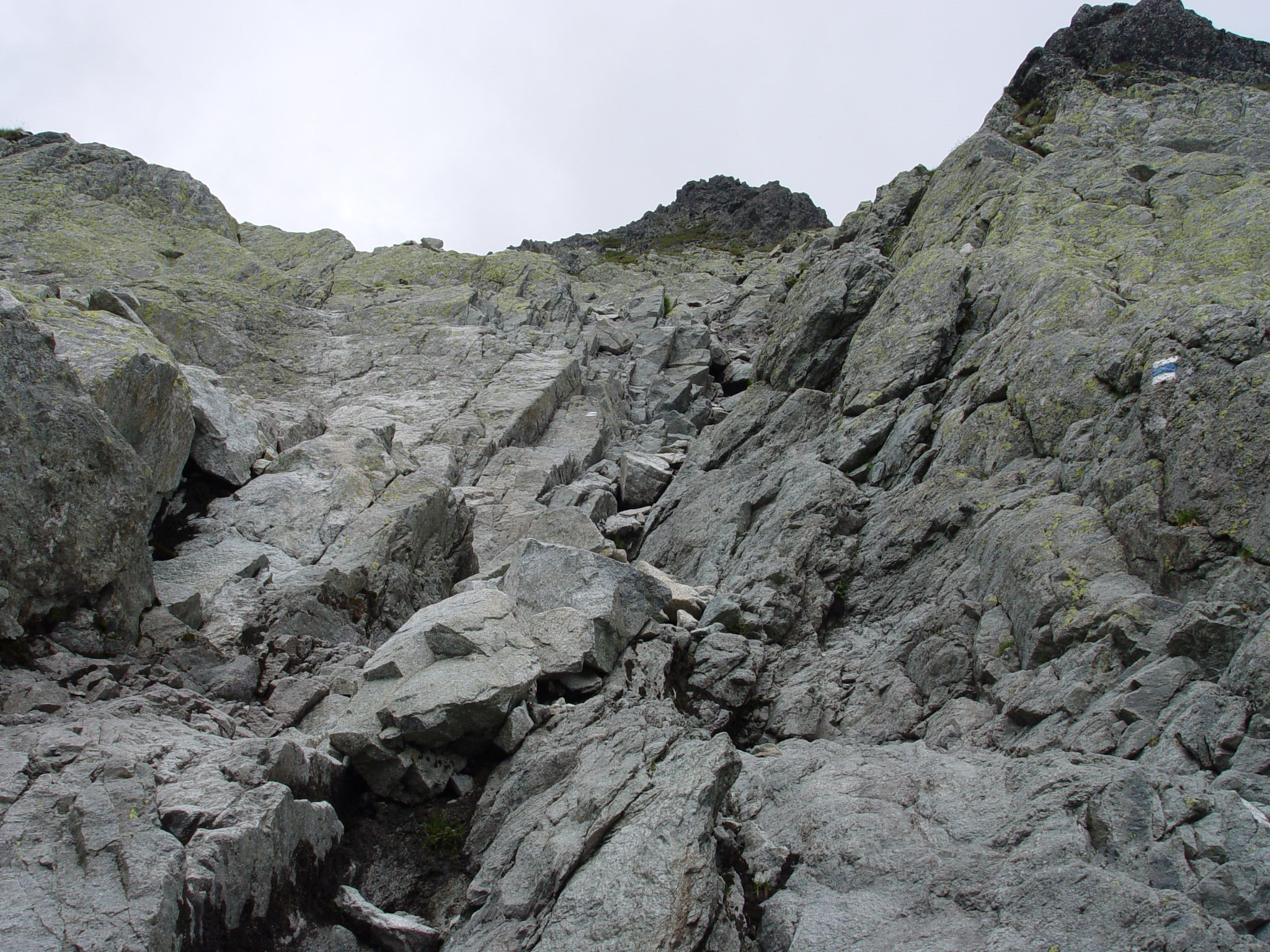
Felfelé a Rovátkára a Nagy-Tarpataki-völgyből

Jellegzetes, keskeny gerincbemetszés a Kis-Viszóka-csúcs (D) és a Rovátka-csúcs (É) között. Mindkét oldalról készített ösvény visz fel rá, s így igen könnyű átjáró a Nagy-Tarpataki-völgy és a Poduplaszki-völgy egyik felső oldalága, a Marmota-völgy között. A Lengyel-nyereggel kapcsolatban a Nagy-Tarpataki-völgyből a Felkai-völgybe lehet rajta átkelni. Tájilag a legszebb átjárók közé tartozik. Kora nyáron, amikor a hágó alatti lejtőkön még hó fedi az ösvényt, gyakorlatlanoknak nem tanácsos az átkelés.
A legrégibb ismert átkelés: Kalchbrenner Károly két társával és két vezetővel, 1864 nyarán.
- A Nagy-Tarpataki-völgyből (K-ről)

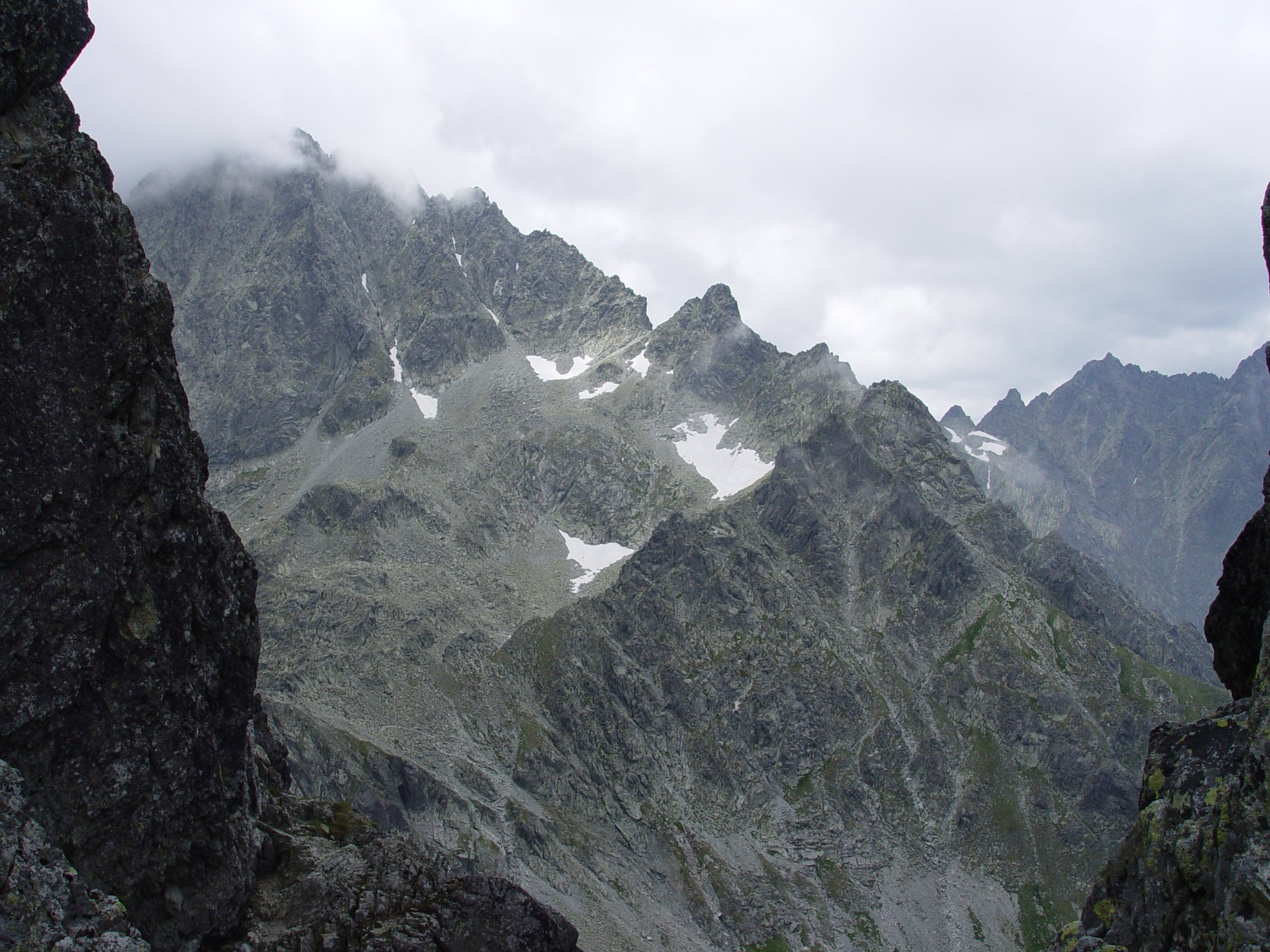
Kilátás a Rovátkáról

Készített ösvényen. A Tarajkáról, a sikló felső állomásától a piros jelzésű sétaúton. Ahol ez a volt Zerge-szálló előtt élesen jobbra visszakanyarodik, az útkönyökből az út eddigi irányában ágazik el a Nagy-Tarpataki-völgy kék jelzésű ösvénye. Erre rátérve csakhamar kijutunk az erdőből a völgy Húros-rét (1422 m) nevű tisztására. A tarajkai állomástól másfél órára elhaladunk az Alsó-Tüzelő-kő mellett. Mögötte át a patak partjára, s több szerpentinnel beljebb a völgybe. Kevéssel a Vadász-lejtő-torony után, a völgyet megszakító meredek fal alatt (vízesés) keresztezve a völgyet, és balra emelkedve a Kanalastorma-tóhoz (1833 m).
Tovább a Hosszú-tóhoz (1886 m), majd a tó NY. vége fölött emelkedő magaslaton álló Hosszú-tavi menedékházhoz (1958 m; az Alsó-Tüzelő-kőtől 1 ó 45 p). [A továbbvezető ösvényből három perccel a menedékház után a Vadász-lejtőre és a Vörös-torony-hágóra vezető, sárga jelzésű ösvény ágazik el jobbra.] A kék jelzés nemsokára bekanyarodik a Hosszú-tó utáni oldal völgyecskébe, amely csakhamar a Rovátka alatti völgyzáró katlanban végződik. Előttünk a Rovátka bemetszése, amelyhez végül a törmelékes lejtőn szerpentinekben kanyarog fel az ösvény (a Hosszú-tavi menedékháztól 1 ó 15 p).
- A Poduplaszki-völgyből (Ny-ról)

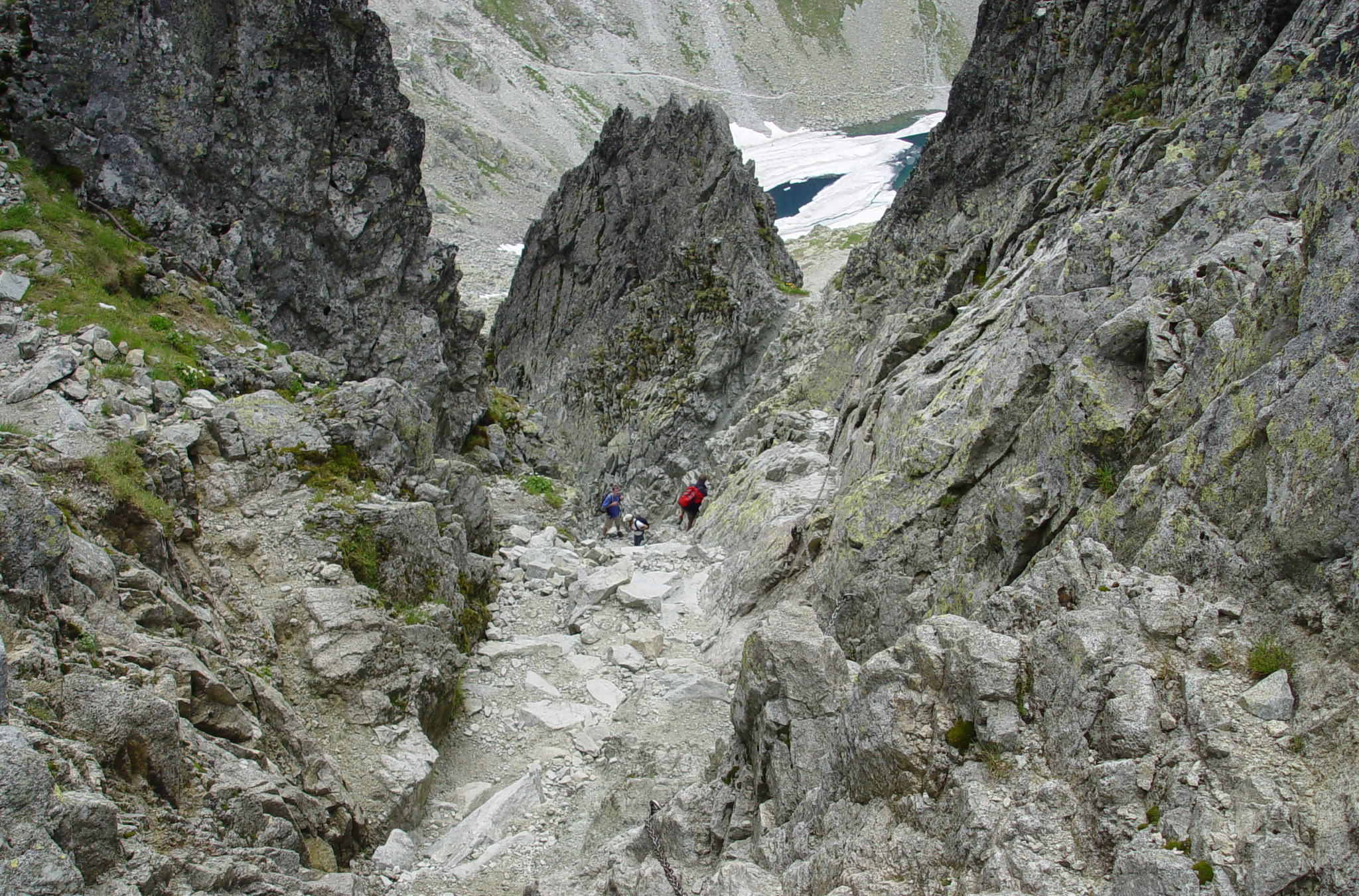
Lefelé a Rovátkáról

Készített ösvényen, kék jelzés. Javorináról 3 km országúton a Bialka-patak jobb partján fekvő Lysa Polana határállomás (40 p). A patak vashídja előtt balra, és további 45 p alatt a Poduplaszki-völgy bejárata előtti, gyönyörű fekvésű Bialka-rétre. (Az úttól balra erdészlak.) Tovább az úton, amely a patak I. hídján átkel a patak bal partjára (30 p) és belép a Poduplaszki-völgybe. Eleinte a patak bal partján, majd a patak II. hídján át a jobb partjára (20 p). Tovább a völgy zárlatában fekvő "Pod Viszoka" tisztására (Karám-rét) (1306 m; 1 ó).
A "Pod Viszoka" tisztásáról (Karám-rétről) -- D. irányban és balra a pataktól – jó ösvény visz fel a meredek tófalon a Kacsa-völgy alsó katlanában fekvő kacsa-völgyi Zöld-tóhoz (1577 m). A tó gátjának elérése előtt az ösvény kettéágazik. Jobbra az út pár perc alatt a tóhoz visz. Balra tovább a Litvor-völgybe és eleinte a patak bal, majd jobb partján a völgyben fel. Elhaladva a völgy felső részében fekvő Litvor-tó É. partja fölött (50 p), a völgy zárlatában látható széles nyíláshoz érünk (Litvor-átjáró, kb. 2050 m). A jobb szélén át a Fagyott-tóhoz (2047 m, 45 p). Itt D-re a tó fölött a Lengyel-nyereg széles nyílása, K-re pedig – a vad falban letörő Kis-Viszokától b. -- a Rovátka keskeny hágóbemetszése. A tavat jobbra megkerülve keresztezzük a Lengyel-nyeregről aláhúzódó omladéklejtőt. Kb. a lejtő fele magasságában (egy sziklacsoportnál) ösvény ágazik el jobbra a Lengyel-nyeregre. A kék jelzésen tovább a Kis-Viszoka meredek ÉNY. fala alatt, a Rovátkához felhúzódó és fenn szakadékká keskenyedő omladéklejtőre (több helyen vaslánc segíti a mászást). A lejtőn kis kanyarokkal fel a hágóbemetszéshez (1 ó).
- A Lengyel-nyeregről

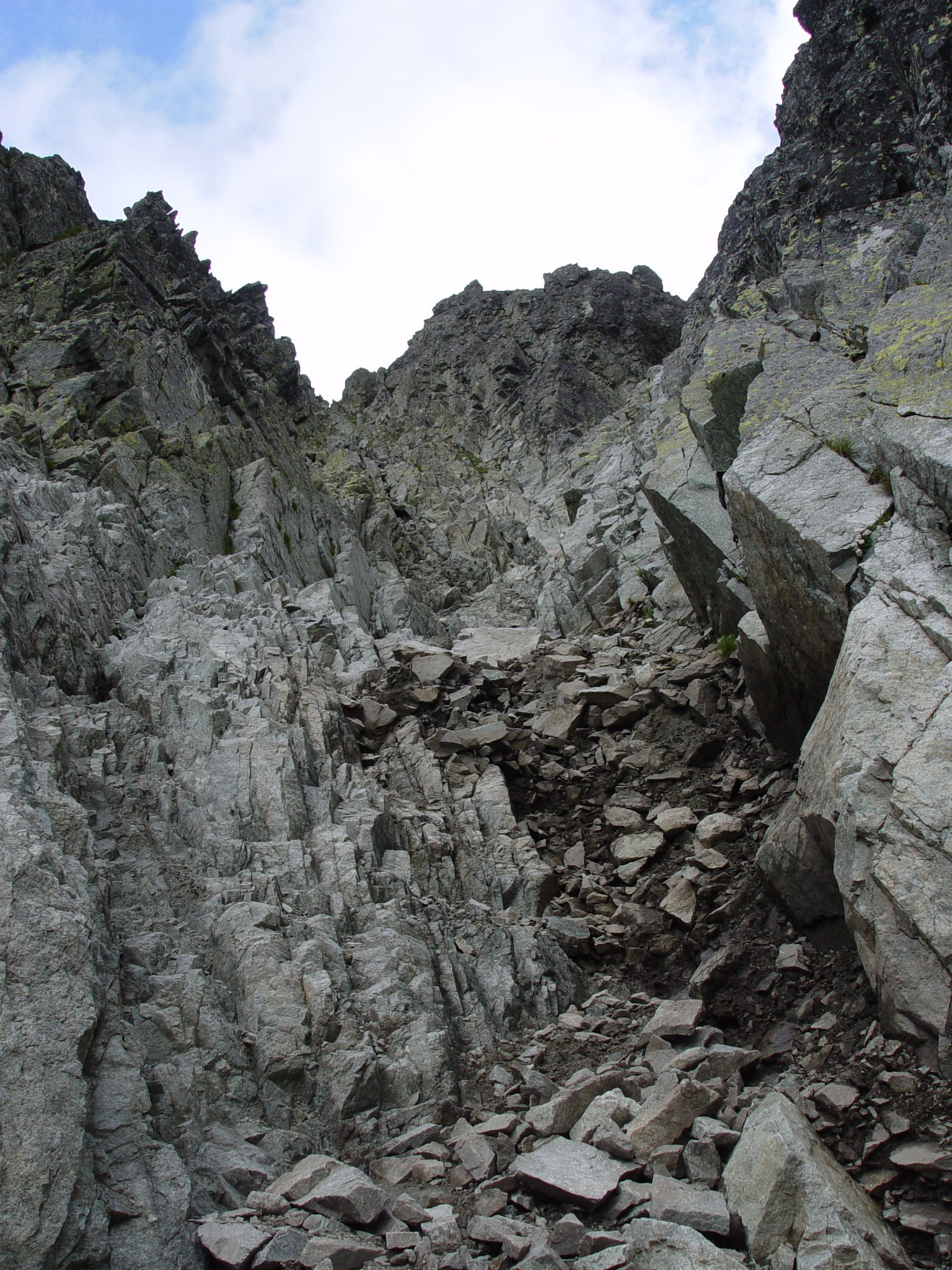
Lefelé a Rovátkáról

Készített ösvényen. A Lengyel-nyeregről a Fagyott-tóhoz levezető ösvényen 5 perc alatt elérjük a kék jelzésű ösvényt. Ezen jobbra fel a Rovátkára (40 p).